# ماري ميد
ماري ميد (بالإنجليزية: Mary Meade)‏ هي ممثلة أمريكية، ولدت في 24 نوفمبر 1923 في لويزيانا في الولايات المتحدة، وتوفيت في 10 ديسمبر 2003 في أببل فالي في الولايات المتحدة.

## وصلات خارجية
- ماري ميد على موقع IMDb (الإنجليزية)
- ماري ميد على موقع قاعدة بيانات الفيلم (الإنجليزية)